# (9998) ISO
(9998) ISO est un astéroïde de la ceinture principale.

## Description
(9998) ISO est un astéroïde de la ceinture principale. Il fut découvert le 25 mars 1971 à l'Observatoire Palomar par Cornelis Johannes van Houten, Ingrid van Houten-Groeneveld et Tom Gehrels. Il présente une orbite caractérisée par un demi-grand axe de 2,16 UA, une excentricité de 0,09 et une inclinaison de 3,9° par rapport à l'écliptique.

## Compléments